# Orestes Barbosa
Orestes Barbosa (Rio de Janeiro, 7 de maio de 1893 - 15 de agosto de 1966) foi um compositor, jornalista, cronista e poeta brasileiro.

## Vida
Nascido na classe média, filho do major Caetano Lourenço da Silveira Barbosa e de Maria Angélica Bragança Dias Barbosa.
Foi nas calçadas, em cabeçalhos e manchetes de jornais, que aprendeu a ler. Iniciou sua carreira como revisor, em 1911, Em 1912 transferiu-se para o Diário de Notícias, jornal em que Rui Barbosa era mentor político, onde estreou como repórter. Por causa de seu primeiro artigo, As Palhaçadas do Gabinete (2 de junho de 1912), foi impedido de entrar no Ministério da Guerra durante a presidência Hermes da Fonseca.
Em 1914 esteve n' A Gazeta de Notícias sob a direção de João do Rio. Este e Lima Barreto foram suas mais nítidas influências. Para O Século, de Brício Filho, entrevistou, naquele ano, Dilermando de Assis, o homem que matou Euclides da Cunha. Em 1915, no mesmo vespertino, registrou sua conversa com João Cândido, herói da Revolta da Chibata, e traçou, ao cobrir a agitação das alunas da Escola Normal, o primeiro perfil biográfico de Cecília Meireles, aos 13 anos. Projetou-se em definitivo em A Folha, periódico fundado, em 1919, por Medeiros e Albuquerque em oposição ao Governo Epitácio Pessoa. Preso, em 1921, por duas vezes, devido a processos de injúria, fez-se cronista dos encarcerados. Este tornou-se um de seus principais assuntos e deu-lhe o primeiro livro de prosa: Na Prisão, de 1922. No ano seguinte, 1923, publicou Ban-ban-ban!, sobre o mundo do crime e da malandragem. Nesta década de 1920, com estilo próprio de frases e parágrafos breves, pelas páginas de A Manhã, A Notícia e Crítica, fez-se o mais importante cronista da cidade do Rio de Janeiro.

## Trabalho

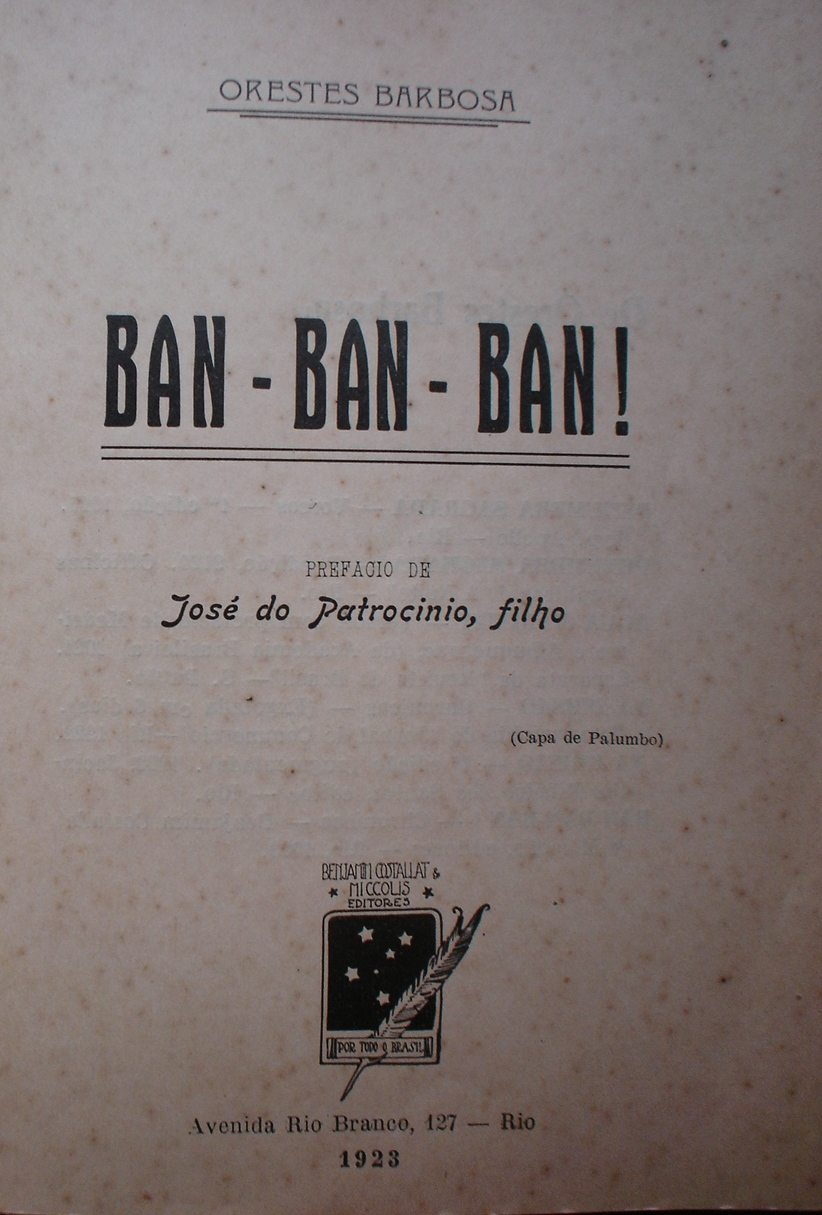

### Ban-ban-ban!
O leitor já visitou o Museu do Crime, na Polícia Central?
Lá está uma caveira trespassada por um punhal.

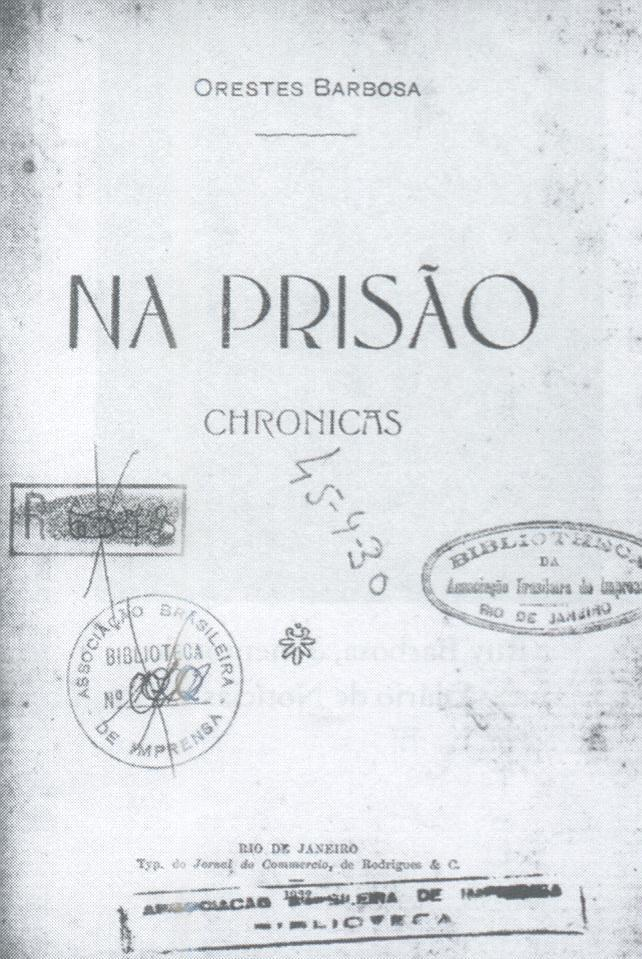

É o crânio de um marinheiro que foi apunhalado assim na Favela.
Sem mutilar-lhe o crânio não se podia tirar o punhal.
Para que mutilar?
Foi sepultado assim.
Fizeram anos depois, por ordem da polícia, a exumação do cadáver e o crânio,
como um ex-libris futurista, lá está mostrando como a Favela no crime é original.

(A Favela, em Ban-ban-ban!, trecho)

### Penumbra Sagrada eÁgua-marinha

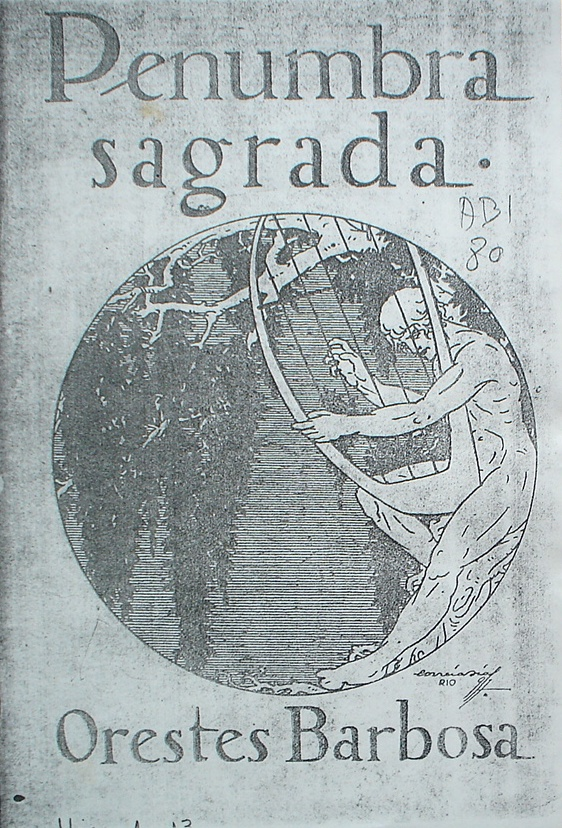
Desenho de Correia Dias (1892-1935)

Penumbra Sagrada, volume de estreia em versos, apareceu em 1917, com produções de uma escola poética surgida na esteira do simbolismo, o penumbrismo, como confirma seu título. "Uma estética de cores suaves, movimentação serena, atmosfera contemplativa". A este seguiu-se Água-marinha, em 1921, com poemas de mesmo estilo.
Pela alvorada o Barco de Ouro, lento
surgiu nas ondas verdes, num momento,
para o meu sonho e para o sonho teu.
Depois do Sol turvou-lhe o brilho intenso.
O crepúsculo azul ficou mais denso,
e o Barco de Ouro desapareceu...

(O Barco de Ouro, em Água-marinha)

Como poeta da canção, estreou em 1927, no teatro, ao escrever duas letras para Ouro de Moscou, revista sua e do jornalista Martins Reys, com música do maestro Francisco de Assis Pacheco: Coração de Carmim e Flor do Asfalto. Em 1930, Bangalô, cançoneta com melodia de Osvaldo Santiago, interpretada por Alvinho, integrante do Bando de Tangarás, inaugurou sua carreira em disco. Mas, somente após a Revolução de 24 de Outubro - com o empastelamento dos dois jornais em que colaborava, Crítica e A Notícia, e o fechamento do Conselho Municipal, seu emprego público -, atrás de ocupação e dinheiro, ele se encontrou definitivamente com a música popular.

### Flor do Asfalto
Deixou-me a flor do asfalto, abandonado,
Nesta ansiedade louca do desejo,
Que é o sequioso amor do viciado
No veneno rubro e quente do seu beijo.
Recordo: às seis da tarde, o aperitivo.
Depois, jantar, cinema, a vida ao léu...
À noite, ela dolente, eu emotivo,
E um romance de amor no arranha-céu.
(Flor do Asfalto, Orestes Barbosa - J. Thomaz, trecho)

### Musica

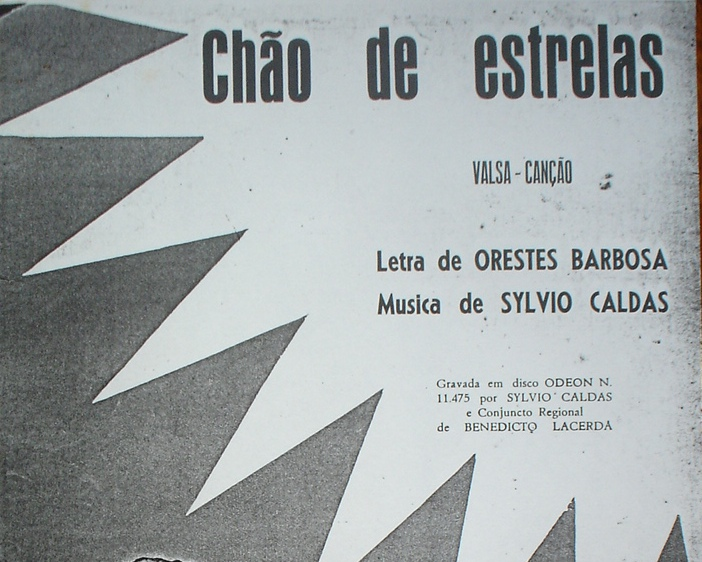

Na coluna Rádio, pelas páginas de A Hora, desde a fundação em 6 de julho de 1933, promoveu intensa divulgação da música popular. Jurado do primeiro concurso de Escolas de Samba na Praça Onze, em 1932, entrevistou para a seção, além de Francisco Alves, Mário Reis e Noel Rosa, Cartola, líder da Estação Primeira de Mangueira, e Baiaco, do Estácio de Sá. Ainda em 1933, já em Avante!, entrevistaria Wilson Batista e outros sambistas. O livro Samba – sua História, seus Poetas, seus Músicos, seus Cantores – que inaugura, ao lado de Na Roda do Samba, de Francisco Guimarães, a historiografia do mais importante gênero musical brasileiro – nasceu das campanhas jornalísticas em A Hora e tem como epígrafe uma frase atribuída ao grego Ésquilo: "Eu e o tempo contra todos".
Embora parceiro de muitos compositores, entre os quais Noel Rosa (Positivismo) e Custódio Mesquita (Flauta, Cavaquinho e Violão), em música criou suas melhores obras ao lado de Jota Tomás, Francisco Alves e Silvio Caldas. Com o primeiro, conheceu o primeiro sucesso com Flor do Asfalto (segunda deste título); com o segundo, entrou para o repertório seresteiro com Meu Companheiro, A Mulher que Ficou na Taça, Dona da Minha Vontade e Por Teu Amor. Sobre Chão de Estrelas, sua obra-prima, parceria com o terceiro, com quem compôs ainda Serenata, Arranha-céu e Suburbana, escreveu o poeta Manuel Bandeira:
"Se se fizesse aqui um concurso, como fizeram na França, para apurar qual o verso mais bonito da nossa língua, talvez eu votasse naquele de Orestes em que ele diz: "Tu pisavas os astros distraída...". (Orestes, Jornal do Brasil, 18 de janeiro de 1956)

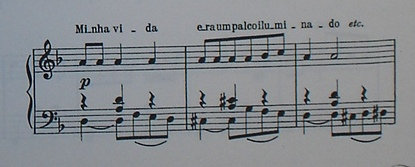
O tema de Chão de Estrelas

Seu biógrafo, Carlos Didier, define assim sua técnica em versos musicados:
"Do ponto de vista estético, as canções de Orestes Barbosa incorporam as artes do poeta lírico e do cronista da cidade. São uma solução para o conflito entre o homem emocional e o combativo". "Do romantismo de Castro Alves, o estilo de Orestes Barbosa trouxe o gosto pela poesia do coração. Dos parnasianos, buscou o rigor formal: a rima obrigatória, a métrica de redondilhas e decassílabos e as estrofes regulares. Dos simbolistas, a inclinação de revelar aquilo que a alma tem de inconsciente. De suas próprias experiências como cronista da cidade e como repórter de polícia, o letrista herdou o interesse pelos costumes urbanos: o lirismo de suas canções se ambienta em cenários de cabarés, cassinos e apartamentos, em meio a anúncios luminosos, mantôs grenás e taças de champanhe. De Olavo Bilac, Orestes Barbosa possui, ainda, a sensualidade, marca mais forte do poeta da Via-Láctea".

### Meu Erro
Tu tens no peito um cassino
E eu, tão tristonho, imagino
As noites do teu fulgor.
No meio das luzes, louca,
Servindo de boca em boca
O vinho do teu amor!
(Meu Erro, Orestes Barbosa-Silvio Caldas, trecho)

## Livros
- Penumbra Sagrada, Typographia Apollo, Rio, 1917
- Água-Marinha, separata da Revista do Brasil, São Paulo, 1921
- Na Prisão, Typ. Jornal do Commércio, Rio, 1922
- Ban-ban-ban!, Benjamim Costallat e Miccolis, Rio, 1923
- Portugal de Perto!, Jacyntho Ribeiro dos Santos, Rio, 1923
- A Fêmea, Jacyntho Ribeiro dos Santos, Rio, 1924
- O Português no Brasil, edição do autor, Rio, 1925
- O Pato Preto, Brasil Contemporâneo, Rio, 1927
- O Fantasma Dourado, Calvino Filho, Rio, 1933
- Silva Jardim - Sua Vida de Idealista - Sua Morte na Cratera do Vulcão, em Avante 12-20 de dezembro de 1933, p. 2
- Samba - Sua História, Seus Poetas, Seus Músicos e Seus Cantores, Livraria Educadora, Rio, 1933
- Não Se Compra Entrada na História, em parceria com Pandiá Pires, I. Amorim, Rio, 1938
- Chão de Estrelas, J. Ozon Editor, Rio, 1965

## Canções
- Abandono, samba, Roberto Martins - Orestes Barbosa, 1946
- A Abelha da Ironia, fox-trot, Francisco Alves - Orestes Barbosa, 1933
- A Abelha e a Flor, valsa, Guilherme Pereira – Orestes Barbosa, 1932
- Abigail, samba, Wilson Batista - Orestes Barbosa, 1947
- Abolição, samba-canção, Wilson Batista - Orestes Barbosa, 1951
- Adeus, canção, Francisco Alves - Orestes Barbosa, 1934
- Adeus Mocidade!, samba, Francisco Alves - Orestes Barbosa, 1933
- Altar de Lama, valsa, Vicente Celestino - Orestes Barbosa, 1946
- Alvorada, valsa, Bonfiglio de Oliveira - Orestes Barbosa, 1932
- Anéis de Fumaça, Orestes Barbosa, citada em Entre Outras Coisas..., crônica de Orestes Barbosa, Syntonia, 6 de setembro de 1934
- Anoitecer no Sertão Mineiro, cateretê, João de Minas - Orestes Barbosa, 1933
- Araruta, samba, Noel Rosa – Orestes Barbosa, 1932
- Armarinho do Céu, Orestes Barbosa, letra sem música, em Chão de Estrelas, p. 113
- Arranha-céu, valsa, Sílvio Caldas - Orestes Barbosa, 1937
- Bailarina, Orestes Barbosa, letra sem música, em Chão de Estrelas, p. 155
- Balão do Amor, marcha, Francisco Alves - Orestes Barbosa, 1934
- Bica de Ouro, fox, I. Santiago, em Produções de Orestes Barbosa, manuscrito do poeta, 15 de novembro de 1934
- Boneca, fox-canção, Guilherme Pereira - Orestes Barbosa, 1932
- Boneca de Limousine, Orestes Barbosa – André Filho, em Produções de Orestes Barbosa, manuscrito do poeta, 15 de novembro de 1934
- Brumas da Urca, tango-canção, Diva Pulino - Orestes Barbosa, inédita, 1931
- Bungalow, (Bangalô), cançoneta, Oswaldo Santiago - Orestes Barbosa, 1930
- Cabelo Branco, samba, Wilson Batista - Orestes Barbosa, 1945
- Caixa Econômica, samba, Antonio Nássara - Orestes Barbosa, 1933
- Cama Turca I, 1934, fox, Orestes Barbosa - André Filho, em Produções de Orestes Barbosa, manuscrito do poeta, 15 de novembro de 1934
- Cama Turca II, 1938, Rogério Guimarães - Orestes Barbosa, inédita, fonte: O Jornal, 19 de outubro de 1971: Orestes Censurado em 1938 Sai Agora, entrevista de Rogério Guimarães
- Canário, samba, Orestes Barbosa - Ari Monteiro, 1945
- Canaviais, samba, Herivelto Martins - Orestes Barbosa, 1948
- Cansei de Sofrer, marcha, Custodio Mesquita - Orestes Barbosa, 1935
- Carioca I, samba, Jota Thomaz - Orestes Barbosa, 1931
- Carioca II, samba, Elton Medeiros – Orestes Barbosa; da peça Chão de Estrelas, de 1966, outra música para a mesma letra
- Carnaval Triste, fox-canção, Jota Tomás - Orestes Barbosa, 1932
- Carneirinho, Carneirão, Orestes Barbosa, atribuída ao poeta pela SBACEM
- Champagne Valsa, valsa, letra de Orestes Barbosa, citada em Música da Cidade, crônica não assinada, Avante, 21/08/34, p. 3; provavelmente, versão de Champagne Waltz, de C. Conrad,B. Oakland e M. Drake
- Chão de Estrelas, valsa-canção, 1935, Silvio Caldas - Orestes Barbosa, 1937
- Cigarra, Orestes Barbosa, atribuída ao poeta pela SBACEM
- Ciúme, valsa, Francisco Alves - Orestes Barbosa, 1933
- Coração, Orestes Barbosa, letra sem música, em Chão de Estrelas, p. 125
- Coração de Carmim, valsa, 1927, Francisco de Assis Pacheco - Orestes Barbosa, melodia desaparecida, Wanda Rooms canta na revista O Ouro Aparece..., de setembro de 1927; Assis Pacheco, provável parceiro, assinou a música da peça
- Dei-te Meu Coração, fox-trot, Franz Lehár - Orestes Barbosa, versão de Dein Ist Mein Ganzes Herz, 1934
- Destronado, outro título para No Morro de São Carlos
- Diga-me Esta Noite, fox-trot, Mischa Spoliansky - Orestes Barbosa, versão de Tell me Tonight, 1933
- Dona da Minha Vontade, valsa, Francisco Alves - Orestes Barbosa, 1933
- Esperança Vã, 1932, letra de Orestes Barbosa, cujo direito patrimonial foi adquirido por Noel Rosa que assinou contrato com a Casa Edison, em 9 de agosto de 1932; em 22 de julho de 1932, Augusto Calheiros autorizou valsa homônima, de sua autoria; talvez, a mesma composição
- Favela dos Meus Amores, Orestes Barbosa, letra sem música, em Passeio Público, página 142; provavelmente, para filme homônimo de Humberto Mauro, de 1935
- Felicidade, valsa, M. Pereira Franco - Orestes Barbosa, 1932
- Flauta, Cavaquinho e Violão, samba-choro, Custodio Mesquita - Orestes Barbosa, 1945
- Flor da Noite, 1934, valsa, Orestes Barbosa - André Filho, em Produções de Orestes Barbosa, manuscrito do poeta, 15 de novembro de 1934
- Flor de Plumas, canção, Orestes Barbosa - Alberto Ribeiro, em Produções de Orestes Barbosa, manuscrito do poeta, 15 de novembro de 1934
- Flor do Asfalto I, 1927, Francisco de Assis Pacheco - Orestes Barbosa, letra e música desaparecidas, Wanda Rooms, na revista O Ouro Aparece..., de setembro de 1927; Assis Pacheco, provável parceiro, assina a música da peça
- Flor do Asfalto II, fox-samba, 1931, Jota Thomaz - Orestes Barbosa, 1931
- Galgo Russo, fox-trot, Jota Thomaz - Orestes Barbosa, 1932
- Gata Angorá, samba-canção, Orestes Barbosa, Custodio Mesquita e Américo Pastor, outro título: Único Móvel, No disco, somente Orestes Barbosa e Américo Pastor; atribuída a Custódio Mesquita por Romano, caricatura em Passeio Público, p. 145
- Gato Escondido, marcha, Custodio Mesquita - Orestes Barbosa, 1934
- Grades de Luz, outro título para A Última Serenata
- Há Uma Forte Corrente Contra Você, marcha, Francisco Alves - Orestes Barbosa, 1933
- Habeas-corpus, samba, Noel Rosa - Orestes Barbosa, 1933
- Imagens, samba-canção, Valzinho - Orestes Barbosa, 1948
- As Lavadeiras, marcha, Orestes Barbosa e Antônio Nássara, 1933
- Lembrança, Orestes Barbosa, atribuída ao poeta pela SBACEM
- Linda Mulher, samba, Erlúcio R. Godoy, Orlando L. Machado, Orestes Barbosa, 1934
- Manchete de Estrelas I, samba, Benedito Lacerda - Orestes Barbosa, 1945
- Manchete de Estrelas II, valsa, Elton Medeiros – Orestes Barbosa; da peça Chão de Estrelas, de Walmir Ayala e Elton Medeiros, 1966, outra música para a mesma letra
- Maria Lucia, Orestes Barbosa, letra sem música, em Chão de Estrelas, p. 159
- Maria Reina, Orestes Barbosa, atribuída ao poeta pela SBACEM
- Meu Companheiro, canção, Francisco Alves - Orestes Barbosa, 1932
- Meu Erro, valsa, Silvio Caldas - Orestes Barbosa, 1936
- Meu Rosal, canção, Romualdo Peixoto (Nonô) - Orestes Barbosa, 1933
- Meu São João, marcha, Antônio Nássara - Orestes Barbosa, 1935
- Mineira, samba, Eduardo Souto - Orestes Barbosa, 1931
- Mulher, Flor e Perfume, valsa, Hervê Cordovil – Orestes Barbosa, em Produções de Orestes Barbosa, manuscrito do poeta, 15 de novembro de 1934
- A Mulher Que Ficou na Taça, valsa, Francisco Alves - Orestes Barbosa, 1933
- Não Sei, modinha, Francisco Alves - Orestes Barbosa, 1934
- Nega, Meu Bem, samba, Heitor dos Prazeres – Orestes Barbosa, no disco somente Heitor dos Prazeres, 1931, o poeta relaciona a obra em Produções de Orestes Barbosa, manuscrito de 15 de novembro de 1934
- O Negro e o Café, samba, Ataulfo Alves - Orestes Barbosa, 1945
- Nestas Noites de Amor, valsa, Custodio Mesquita - Orestes Barbosa, 1934
- No Morro de São Carlos, samba, Hervê Cordovil - Orestes Barbosa, 1933
- Noite Azul, Orestes Barbosa, atribuída ao poeta pela SBACEM
- O Nome Dela Eu Não Digo, valsa, Silvio Caldas - Orestes Barbosa, 1936
- Óculos Escuros, samba-canção, Valzinho-Orestes Barbosa, 1948
- Olga, canção, Romualdo Peixoto (Nonô) - Orestes Barbosa, 1933
- Olhos Perdidos, fox-canção, Jota Thomaz - Orestes Barbosa, 1933
- Opala, Orestes Barbosa, letra sem música, em Chão de Estrelas, p. 109
- O Que o Teu Piano Revelou, 1934, fox-trot, Custodio Mesquita - Orestes Barbosa, letra pronta em 4 de setembro de 1933, coluna Rádio, em A Hora
- Ouve Esta Canção, rumba, Francisco Alves - Orestes Barbosa, 1933
- Palhaço do Luar, canção, Francisco Alves - Orestes Barbosa, 1934
- Passarinhos, Orestes Barbosa, letra sem música, em Passeio Público, p. 133
- Pensei Que Não, samba, Orestes Barbosa – Evaldo Ruy, em Produções de Orestes Barbosa, manuscrito do poeta, 15 de novembro de 1934
- O Perfume e o Beijo, Orestes Barbosa, letra sem música, em Chão de Estrelas, p. 177
- Poeta da Lua, samba, Orestes Barbosa – Antônio Nássara, em Produções de Orestes Barbosa, manuscrito do poeta, 15 de novembro de 1934
- Por teu amor, valsa, Francisco Alves - Orestes Barbosa, 1934
- Positivismo, samba, Noel Rosa - Orestes Barbosa, 1933
- Professora de Saudade, marcha, Orestes Barbosa - André Filho, 1934
- Quase Que Eu Disse, valsa, Sílvio Caldas - Orestes Barbosa, 1935
- Romance, valsa, Francisco Alves, 1934
- Romance de Carnaval, valsa, Jota Machado - Orestes Barbosa, 1932
- Rosalina, samba, Jota Thomaz - Orestes Barbosa, 1931
- Santa dos Meus Amores, valsa, Sílvio Caldas - Orestes Barbosa, 1934
- A Saudade Não Quer, valsa, Esmerino Cardoso - Orestes Barbosa, 1933
- Saudades do Arranha-céu, fox-canção, Jota Thomaz - Orestes Barbosa, 1933
- Sem Você, samba, Sílvio Caldas - Orestes Barbosa, 1934
- Serenata, valsa canção, Sílvio Caldas- Orestes Barbosa, 1934
- Sergipana, fox-trot, Eduardo Souto - Orestes Barbosa, 1931
- Serpentina de Papel, Orestes Barbosa, atribuída ao poeta pela SBACEM
- Sobremesa de Amor, valsa, Hervê Cordovil – Orestes Barbosa, em Produções de Orestes Barbosa, manuscrito do poeta, 15 de novembro de 1934
- Sol do Coração, fox-canção, Erol Saint Clair de Mattos - Orestes Barbosa, 1932
- Soluços, 1934, valsa-canção, Orestes Barbosa - Silvio Caldas, 1934
- Sônia, valsa , Jota Thomaz - Orestes Barbosa, 1932
- Suburbana, valsa-canção, Sílvio Caldas - Orestes Barbosa, 1938
- Suspiro, samba-canção, Noel Rosa - Orestes Barbosa, em Produções de Orestes Barbosa, manuscrito do poeta, 15 de novembro de 1934
- Talvez, valsa, Hervê Cordovil – Orestes Barbosa, em Produções de Orestes Barbosa, manuscrito do poeta, 15 de novembro de 1934
- Tens Razão, valsa, Newton Teixeira - Orestes Barbosa, 1937
- Torturante Ironia, valsa, Sílvio Caldas - Orestes Barbosa; do filme Favela dos Meus Amores, de Humberto Mauro, 1935
- Três Anos de Dor, samba, Germano Augusto - Orestes Barbosa, 1945
- Três Anos Depois, outro título para Três Anos de Dor
- Turca do Meu Brasil, valsa-canção, Sílvio Caldas - Orestes Barbosa, 1955
- A Última Serenata, Orestes Barbosa, letra sem música, em Chão de Estrelas, p. 179
- Unhas de Santa, samba, Ari Monteiro - Orestes Barbosa, 1945
- A Única Rima, samba-canção, Sílvio Caldas - Orestes Barbosa, 1955
- Único Móvel, outro título para Gata Angorá
- Valsa do Amor, valsa, Roberto Martins - Orestes Barbosa, 1946
- Vendedora de Flores, samba, Ary Machado - Orestes Barbosa, em disco e partitura, somente Ary Machado, letra atribuída a Orestes Barbosa por Antônio Nássara, 1936
- Vendedora de Violetas, outro título para Vendedora de Flores
- Verde e Amarelo, samba, Orestes Barbosa - Jota Thomaz, 1932
- O Vestido de Lágrimas, 1934, valsa-canção, Sílvio Caldas - Orestes Barbosa, 1935
- Vidro Vazio, canção, Romualdo Peixoto (Nonô) - Orestes Barbosa, 1933
- Vinho Roxo, Orestes Barbosa, letra sem música, em Chão de Estrelas, p. 151
- A Volta, canção, Sílvio Caldas - Orestes Barbosa, a parceria consta na relação de músicas da SADEMBRA, 1936